# Megalastrum
Megalastrum är ett släkte av träjonväxter. Megalastrum ingår i familjen Dryopteridaceae.

## Dottertaxa tillMegalastrum, i alfabetisk ordning[1]
- Megalastrum abundans
- Megalastrum acrosorum
- Megalastrum adenopteris
- Megalastrum aequatoriense
- Megalastrum albidum
- Megalastrum alticola
- Megalastrum andicola
- Megalastrum angustum
- Megalastrum apicale
- Megalastrum aquilinum
- Megalastrum aripense
- Megalastrum atrogriseum
- Megalastrum aureisquama
- Megalastrum biseriale
- Megalastrum bolivianum
- Megalastrum brevipubens
- Megalastrum canacae
- Megalastrum canescens
- Megalastrum caribaeum
- Megalastrum ciliatum
- Megalastrum connexum
- Megalastrum costipubens
- Megalastrum crenulans
- Megalastrum ctenitoides
- Megalastrum dentatum
- Megalastrum dorsoglabrum
- Megalastrum eugenii
- Megalastrum exaggeratum
- Megalastrum falcatum
- Megalastrum galeottii
- Megalastrum gilbertii
- Megalastrum glabrius
- Megalastrum glabrum
- Megalastrum gompholepis
- Megalastrum grande
- Megalastrum haitiense
- Megalastrum heydei
- Megalastrum hirsutosetosum
- Megalastrum honestum
- Megalastrum inaequale
- Megalastrum inaequalifolium
- Megalastrum indusiatum
- Megalastrum intermedium
- Megalastrum kallooi
- Megalastrum lanatum
- Megalastrum lanuginosum
- Megalastrum lasiernos
- Megalastrum laxipilosum
- Megalastrum littorale
- Megalastrum longiglandulosum
- Megalastrum longipilosum
- Megalastrum lunense
- Megalastrum macrotheca
- Megalastrum magnum
- Megalastrum marginatum
- Megalastrum martinicense
- Megalastrum masafuerae
- Megalastrum mexicanum
- Megalastrum microsorum
- Megalastrum molle
- Megalastrum oreocharis
- Megalastrum organense
- Megalastrum palmense
- Megalastrum peregrinum
- Megalastrum platylobum
- Megalastrum pleiosoros
- Megalastrum pubescens
- Megalastrum pulverulentum
- Megalastrum reductum
- Megalastrum retrorsum
- Megalastrum rupicola
- Megalastrum skutchii
- Megalastrum sparsipilosum
- Megalastrum spectabile
- Megalastrum squamosissimum
- Megalastrum subincisum
- Megalastrum substrigosum
- Megalastrum taafense
- Megalastrum umbrinum
- Megalastrum wacketii
- Megalastrum vastum
- Megalastrum villosulum
- Megalastrum villosum
- Megalastrum yungense